# 2014-es női kosárlabda-világbajnokság
A 2014-es női kosárlabda-világbajnokság a 17. volt a sportág történetében. Törökországban kerül megrendezésre szeptember 27. és október 5. között. A világbajnokságon 16 válogatott vett részt. A világbajnok az Egyesült Államok lett, története során 9. alkalommal.

## Helyszínek
A mérkőzéseket az alábbi helyszíneken rendezik:
| Város     | Helyszín                | Férőhely |
| --------- | ----------------------- | -------- |
| Isztambul | Ülker Sports Arena      | 13 000   |
| Isztambul | Abdi İpekçi Spor Salonu | 11 000   |
| Ankara    | Ankara Arena            | 10 400   |

## Résztvevők
| Esemény                              | Dátum                           | Helyszín          | Kvóta | Csapat                                                                  |
| ------------------------------------ | ------------------------------- | ----------------- | ----- | ----------------------------------------------------------------------- |
| Rendező                              | 2011. március 13.               |                   | 1     | Törökország                                                             |
| Olimpia                              | 2012. július 29–augusztus 12.   | London            | 1     | Egyesült Államok                                                        |
| 2013-as kosárlabda-Európa-bajnokság  | 2013. június 15–30.             | Franciaország     | 5     | Spanyolország · Franciaország · Szerbia · Fehéroroszország · Csehország |
| 2013-as kosárlabda-Óceánia-bajnokság | 2013. augusztus 14–18.          | Auckland Canberra | 1     | Ausztrália                                                              |
| 2013-as kosárlabda-Afrika-bajnokság  | 2013. szeptember 20–29.         | Maputo            | 2     | Angola · Mozambik                                                       |
| 2013-as kosárlabda-Amerika-bajnokság | 2013. szeptember 21–28.         | Xalapa            | 3     | Kuba · Kanada · Brazília                                                |
| 2013-as kosárlabda-Ázsia-bajnokság   | 2013. október 27. – november 3. | Bangkok           | 3     | Japán · Dél-Korea · Kína                                                |
| Összesen                             |                                 |                   | 16    |                                                                         |

## Sorsolás
A csoportok sorsolását 2014. március 15-én tartották.
Kiemelés
| 1. kalap                                                        | 2. kalap                                                | 3. kalap                          | 4. kalap                                |
| --------------------------------------------------------------- | ------------------------------------------------------- | --------------------------------- | --------------------------------------- |
| Ausztrália · Spanyolország · Franciaország · Egyesült Államok · | Fehéroroszország · Csehország · Szerbia · Törökország · | Brazília · Kanada · Kína · Kuba · | Angola · Japán · Dél-Korea · Mozambik · |

## Csoportkör
| Színmagyarázat                                                         |
| ---------------------------------------------------------------------- |
| A csoportok első helyezettje bejutott a negyeddöntőbe.                 |
| A csoportok második és harmadik helyezettje bejutott a nyolcaddöntőbe. |
| A csoportok negyedik helyezettjei kiestek.                             |

- Az időpontok helyi idő szerint (UTC+2) értendők.
- Azonos pontszám esetén az egymás elleni eredmények döntöttek.

### A csoport
| Csapat        | M | Gy | V | P+  | P–  | Pk  | P |
| ------------- | - | -- | - | --- | --- | --- | - |
| Spanyolország | 3 | 3  | 0 | 224 | 149 | +75 | 6 |
| Csehország    | 3 | 2  | 1 | 182 | 179 | +3  | 5 |
| Brazília      | 3 | 1  | 2 | 190 | 207 | −17 | 4 |
| Japán         | 3 | 0  | 3 | 163 | 224 | −61 | 3 |

| 2014. szeptember 27. 16:15 | Japán                                  | 50–74     | Spanyolország | Ankara Arena, Ankara Nézőszám: 800 Játékvezetők: Jakub Zamojski (POL), Toni Caldwell (AUS), Jasmina Juras (SRB) |
| 2014. szeptember 27. 16:15 | (13–21, 15–21, 4–24, 18–8) Jegyzőkönyv |           |               | Ankara Arena, Ankara Nézőszám: 800 Játékvezetők: Jakub Zamojski (POL), Toni Caldwell (AUS), Jasmina Juras (SRB) |
| 2014. szeptember 27. 16:15 | Tokashiki 19                           | Pont      | Lyttle 19     | Ankara Arena, Ankara Nézőszám: 800 Játékvezetők: Jakub Zamojski (POL), Toni Caldwell (AUS), Jasmina Juras (SRB) |
| 2014. szeptember 27. 16:15 | Tokashiki, O 7                         | Lepattanó | Lyttle 12     | Ankara Arena, Ankara Nézőszám: 800 Játékvezetők: Jakub Zamojski (POL), Toni Caldwell (AUS), Jasmina Juras (SRB) |
| 2014. szeptember 27. 16:15 | Kudeken, Kurihara 4                    | Gólpassz  | Xargay 6      | Ankara Arena, Ankara Nézőszám: 800 Játékvezetők: Jakub Zamojski (POL), Toni Caldwell (AUS), Jasmina Juras (SRB) |

| 2014. szeptember 27. 21:15 | Brazília                                | 55–68     | Csehország  | Ankara Arena, Ankara Nézőszám: 3200 Játékvezetők: Roberto Chiari (ITA), Kim Bo-hui (KOR), Roberto Oliveros (VEN) |
| 2014. szeptember 27. 21:15 | (7–17, 13–10, 16–23, 19–18) Jegyzőkönyv |           |             | Ankara Arena, Ankara Nézőszám: 3200 Játékvezetők: Roberto Chiari (ITA), Kim Bo-hui (KOR), Roberto Oliveros (VEN) |
| 2014. szeptember 27. 21:15 | dos Santos 10                           | Pont      | Hanušová 15 | Ankara Arena, Ankara Nézőszám: 3200 Játékvezetők: Roberto Chiari (ITA), Kim Bo-hui (KOR), Roberto Oliveros (VEN) |
| 2014. szeptember 27. 21:15 | dos Santos, de Souza 10                 | Lepattanó | Veselá 11   | Ankara Arena, Ankara Nézőszám: 3200 Játékvezetők: Roberto Chiari (ITA), Kim Bo-hui (KOR), Roberto Oliveros (VEN) |
| 2014. szeptember 27. 21:15 | Paixão 3                                | Gólpassz  | Bartoňová 8 | Ankara Arena, Ankara Nézőszám: 3200 Játékvezetők: Roberto Chiari (ITA), Kim Bo-hui (KOR), Roberto Oliveros (VEN) |

| 2014. szeptember 28. 16:15 | Csehország                              | 71–57     | Japán       | Ankara Arena, Ankara Nézőszám: 900 Játékvezetők: Fernando Sampietro (ARG), Babcar Guèye (SEN), Anne Panther (GER) |
| 2014. szeptember 28. 16:15 | (18–16, 15–22, 20–13, 18–6) Jegyzőkönyv |           |             | Ankara Arena, Ankara Nézőszám: 900 Játékvezetők: Fernando Sampietro (ARG), Babcar Guèye (SEN), Anne Panther (GER) |
| 2014. szeptember 28. 16:15 | Kulichová 19                            | Pont      | Miyamoto 16 | Ankara Arena, Ankara Nézőszám: 900 Játékvezetők: Fernando Sampietro (ARG), Babcar Guèye (SEN), Anne Panther (GER) |
| 2014. szeptember 28. 16:15 | Kulichová 9                             | Lepattanó | Takada 7    | Ankara Arena, Ankara Nézőszám: 900 Játékvezetők: Fernando Sampietro (ARG), Babcar Guèye (SEN), Anne Panther (GER) |
| 2014. szeptember 28. 16:15 | Veselá, Bartoňová 4                     | Gólpassz  | Mamiya 4    | Ankara Arena, Ankara Nézőszám: 900 Játékvezetők: Fernando Sampietro (ARG), Babcar Guèye (SEN), Anne Panther (GER) |

| 2014. szeptember 28. 21:15 | Spanyolország                            | 83–56     | Brazília        | Ankara Arena, Ankara Nézőszám: 1500 Játékvezetők: Amy Bonner (USA), Tomas Jasevičius (LTU), Wang Zebo (CHN) |
| 2014. szeptember 28. 21:15 | (12–13, 29–13, 20–14, 22–16) Jegyzőkönyv |           |                 | Ankara Arena, Ankara Nézőszám: 1500 Játékvezetők: Amy Bonner (USA), Tomas Jasevičius (LTU), Wang Zebo (CHN) |
| 2014. szeptember 28. 21:15 | Torrens, Lyttle 15                       | Pont      | de Souza 12     | Ankara Arena, Ankara Nézőszám: 1500 Játékvezetők: Amy Bonner (USA), Tomas Jasevičius (LTU), Wang Zebo (CHN) |
| 2014. szeptember 28. 21:15 | Lyttle 13                                | Lepattanó | de Souza 7      | Ankara Arena, Ankara Nézőszám: 1500 Játékvezetők: Amy Bonner (USA), Tomas Jasevičius (LTU), Wang Zebo (CHN) |
| 2014. szeptember 28. 21:15 | Lyttle 5                                 | Gólpassz  | Pinto, Paixão 4 | Ankara Arena, Ankara Nézőszám: 1500 Játékvezetők: Amy Bonner (USA), Tomas Jasevičius (LTU), Wang Zebo (CHN) |

| 2014. szeptember 30. 16:15 | Brazília                                 | 79–56     | Japán     | Ankara Arena, Ankara Nézőszám: 500 Játékvezetők: Jakub Zamojski (POL), Toni Caldwell (AUS), Roberto Oliveros (VEN) |
| 2014. szeptember 30. 16:15 | (22–11, 19–20, 19–14, 19–11) Jegyzőkönyv |           |           | Ankara Arena, Ankara Nézőszám: 500 Játékvezetők: Jakub Zamojski (POL), Toni Caldwell (AUS), Roberto Oliveros (VEN) |
| 2014. szeptember 30. 16:15 | Teixeira 27                              | Pont      | Mamiya 13 | Ankara Arena, Ankara Nézőszám: 500 Játékvezetők: Jakub Zamojski (POL), Toni Caldwell (AUS), Roberto Oliveros (VEN) |
| 2014. szeptember 30. 16:15 | de Souza 11                              | Lepattanó | Takada 9  | Ankara Arena, Ankara Nézőszám: 500 Játékvezetők: Jakub Zamojski (POL), Toni Caldwell (AUS), Roberto Oliveros (VEN) |
| 2014. szeptember 30. 16:15 | Pinto 6                                  | Gólpassz  | Kudeken 4 | Ankara Arena, Ankara Nézőszám: 500 Játékvezetők: Jakub Zamojski (POL), Toni Caldwell (AUS), Roberto Oliveros (VEN) |

| 2014. szeptember 30. 21:15 | Spanyolország                          | 67–43     | Csehország  | Ankara Arena, Ankara Nézőszám: 600 Játékvezetők: Roberto Chiari (ITA), Jasmina Juras (SRB), Wang Zebo (CHN) |
| 2014. szeptember 30. 21:15 | (14–9, 20–12, 14–13, 19–9) Jegyzőkönyv |           |             | Ankara Arena, Ankara Nézőszám: 600 Játékvezetők: Roberto Chiari (ITA), Jasmina Juras (SRB), Wang Zebo (CHN) |
| 2014. szeptember 30. 21:15 | Lyttle 17                              | Pont      | Bartoňová 8 | Ankara Arena, Ankara Nézőszám: 600 Játékvezetők: Roberto Chiari (ITA), Jasmina Juras (SRB), Wang Zebo (CHN) |
| 2014. szeptember 30. 21:15 | Lyttle 14                              | Lepattanó | Kulichová 9 | Ankara Arena, Ankara Nézőszám: 600 Játékvezetők: Roberto Chiari (ITA), Jasmina Juras (SRB), Wang Zebo (CHN) |
| 2014. szeptember 30. 21:15 | Torrens, Palau 4                       | Gólpassz  | Bartoňová 4 | Ankara Arena, Ankara Nézőszám: 600 Játékvezetők: Roberto Chiari (ITA), Jasmina Juras (SRB), Wang Zebo (CHN) |

### B csoport
| Csapat        | M | Gy | V | P+  | P–  | Pk  | P |
| ------------- | - | -- | - | --- | --- | --- | - |
| Törökország   | 3 | 3  | 0 | 169 | 146 | +23 | 6 |
| Franciaország | 3 | 2  | 1 | 200 | 154 | +46 | 5 |
| Kanada        | 3 | 1  | 2 | 172 | 172 | +0  | 4 |
| Mozambik      | 3 | 0  | 3 | 153 | 222 | −69 | 3 |

| 2014. szeptember 27. 14:00 | Mozambik                                 | 54–69     | Kanada           | Ankara Arena, Ankara Nézőszám: 700 Játékvezetők: Anne Panther (GER), Babacar Guèye (SEN), Wang Zebo (CHN) |
| 2014. szeptember 27. 14:00 | (18–22, 14–13, 10–18, 12–16) Jegyzőkönyv |           |                  | Ankara Arena, Ankara Nézőszám: 700 Játékvezetők: Anne Panther (GER), Babacar Guèye (SEN), Wang Zebo (CHN) |
| 2014. szeptember 27. 14:00 | Muianga 14                               | Pont      | három játékos 11 | Ankara Arena, Ankara Nézőszám: 700 Játékvezetők: Anne Panther (GER), Babacar Guèye (SEN), Wang Zebo (CHN) |
| 2014. szeptember 27. 14:00 | Dongue 10                                | Lepattanó | Gaucher, Ayim 7  | Ankara Arena, Ankara Nézőszám: 700 Játékvezetők: Anne Panther (GER), Babacar Guèye (SEN), Wang Zebo (CHN) |
| 2014. szeptember 27. 14:00 | Ngulela 6                                | Gólpassz  | három játékos 4  | Ankara Arena, Ankara Nézőszám: 700 Játékvezetők: Anne Panther (GER), Babacar Guèye (SEN), Wang Zebo (CHN) |

| 2014. szeptember 27. 19:00 | Törökország                             | 50–48     | Franciaország | Ankara Arena, Ankara Nézőszám: 10000 Játékvezetők: Amy Bonner (USA), Tomas Jasevičius (LTU), Fernando Sampietro (ARG) |
| 2014. szeptember 27. 19:00 | (14–15, 3–12, 21–10, 12–11) Jegyzőkönyv |           |               | Ankara Arena, Ankara Nézőszám: 10000 Játékvezetők: Amy Bonner (USA), Tomas Jasevičius (LTU), Fernando Sampietro (ARG) |
| 2014. szeptember 27. 19:00 | Sanders 13                              | Pont      | Gruda 11      | Ankara Arena, Ankara Nézőszám: 10000 Játékvezetők: Amy Bonner (USA), Tomas Jasevičius (LTU), Fernando Sampietro (ARG) |
| 2014. szeptember 27. 19:00 | Sanders 7                               | Lepattanó | Gruda 13      | Ankara Arena, Ankara Nézőszám: 10000 Játékvezetők: Amy Bonner (USA), Tomas Jasevičius (LTU), Fernando Sampietro (ARG) |
| 2014. szeptember 27. 19:00 | három játékos 3                         | Gólpassz  | Dumerc 5      | Ankara Arena, Ankara Nézőszám: 10000 Játékvezetők: Amy Bonner (USA), Tomas Jasevičius (LTU), Fernando Sampietro (ARG) |

| 2014. szeptember 28. 14:00 | Franciaország                           | 89–45     | Mozambik  | Ankara Arena, Ankara Nézőszám: 500 Játékvezetők: Jasmina Juras (SRB), Kim Bo-hui (KOR), Jakub Zamojski (POL) |
| 2014. szeptember 28. 14:00 | (20–13, 27–8, 24–10, 18–14) Jegyzőkönyv |           |           | Ankara Arena, Ankara Nézőszám: 500 Játékvezetők: Jasmina Juras (SRB), Kim Bo-hui (KOR), Jakub Zamojski (POL) |
| 2014. szeptember 28. 14:00 | Gruda 19                                | Pont      | Dongue 18 | Ankara Arena, Ankara Nézőszám: 500 Játékvezetők: Jasmina Juras (SRB), Kim Bo-hui (KOR), Jakub Zamojski (POL) |
| 2014. szeptember 28. 14:00 | Gruda 7                                 | Lepattanó | Dongue 11 | Ankara Arena, Ankara Nézőszám: 500 Játékvezetők: Jasmina Juras (SRB), Kim Bo-hui (KOR), Jakub Zamojski (POL) |
| 2014. szeptember 28. 14:00 | Dumerc, Skrela 6                        | Gólpassz  | Ngulela 6 | Ankara Arena, Ankara Nézőszám: 500 Játékvezetők: Jasmina Juras (SRB), Kim Bo-hui (KOR), Jakub Zamojski (POL) |

| 2014. szeptember 28. 19:00 | Kanada                               | 44–55     | Törökország      | Ankara Arena, Ankara Nézőszám: 10000 Játékvezetők: Roberto Chiari (ITA), Toni Caldwell (AUS), Roberto Oliveros (VEN) |
| 2014. szeptember 28. 19:00 | (17–17, 5–7, 9–7, 13–25) Jegyzőkönyv |           |                  | Ankara Arena, Ankara Nézőszám: 10000 Játékvezetők: Roberto Chiari (ITA), Toni Caldwell (AUS), Roberto Oliveros (VEN) |
| 2014. szeptember 28. 19:00 | Gaucher, K. Plouffe 9                | Pont      | Sanders 18       | Ankara Arena, Ankara Nézőszám: 10000 Játékvezetők: Roberto Chiari (ITA), Toni Caldwell (AUS), Roberto Oliveros (VEN) |
| 2014. szeptember 28. 19:00 | három játékos 5                      | Lepattanó | Alben, Sanders 6 | Ankara Arena, Ankara Nézőszám: 10000 Játékvezetők: Roberto Chiari (ITA), Toni Caldwell (AUS), Roberto Oliveros (VEN) |
| 2014. szeptember 28. 19:00 | Gaucher 2                            | Gólpassz  | Vardarlı 6       | Ankara Arena, Ankara Nézőszám: 10000 Játékvezetők: Roberto Chiari (ITA), Toni Caldwell (AUS), Roberto Oliveros (VEN) |

| 2014. szeptember 30. 19:00 | Mozambik                                | 54–64     | Törökország | Ankara Arena, Ankara Nézőszám: 9600 Játékvezetők: Amy Bonner (USA), Babcar Guèye (SEN), Tomas Jasevičius (LTU) |
| 2014. szeptember 30. 19:00 | (12–18, 11–18, 15–19, 16–9) Jegyzőkönyv |           |             | Ankara Arena, Ankara Nézőszám: 9600 Játékvezetők: Amy Bonner (USA), Babcar Guèye (SEN), Tomas Jasevičius (LTU) |
| 2014. szeptember 30. 19:00 | Dongue 17                               | Pont      | İvegin 13   | Ankara Arena, Ankara Nézőszám: 9600 Játékvezetők: Amy Bonner (USA), Babcar Guèye (SEN), Tomas Jasevičius (LTU) |
| 2014. szeptember 30. 19:00 | Dongue 14                               | Lepattanó | Çağlar 9    | Ankara Arena, Ankara Nézőszám: 9600 Játékvezetők: Amy Bonner (USA), Babcar Guèye (SEN), Tomas Jasevičius (LTU) |
| 2014. szeptember 30. 19:00 | Cossa 6                                 | Gólpassz  | Palazoğlu 4 | Ankara Arena, Ankara Nézőszám: 9600 Játékvezetők: Amy Bonner (USA), Babcar Guèye (SEN), Tomas Jasevičius (LTU) |

| 2014. szeptember 30. 21:15 | Franciaország                            | 63–59     | Kanada       | Ankara Arena, Ankara Nézőszám: 1800 Játékvezetők: Fernando Sampietro (ARG), Kim Bo-hui (KOR), Anne Panther (GER) |
| 2014. szeptember 30. 21:15 | (15–17, 16–13, 16–13, 16–16) Jegyzőkönyv |           |              | Ankara Arena, Ankara Nézőszám: 1800 Játékvezetők: Fernando Sampietro (ARG), Kim Bo-hui (KOR), Anne Panther (GER) |
| 2014. szeptember 30. 21:15 | Gruda 13                                 | Pont      | Tatham 11    | Ankara Arena, Ankara Nézőszám: 1800 Játékvezetők: Fernando Sampietro (ARG), Kim Bo-hui (KOR), Anne Panther (GER) |
| 2014. szeptember 30. 21:15 | három játékos 6                          | Lepattanó | M. Plouffe 5 | Ankara Arena, Ankara Nézőszám: 1800 Játékvezetők: Fernando Sampietro (ARG), Kim Bo-hui (KOR), Anne Panther (GER) |
| 2014. szeptember 30. 21:15 | Gruda, Dumerc 3                          | Gólpassz  | Langolis 5   | Ankara Arena, Ankara Nézőszám: 1800 Játékvezetők: Fernando Sampietro (ARG), Kim Bo-hui (KOR), Anne Panther (GER) |

### C csoport
| Csapat           | M | Gy | V | P+  | P–  | Pk   | P |
| ---------------- | - | -- | - | --- | --- | ---- | - |
| Ausztrália       | 3 | 3  | 0 | 264 | 156 | +108 | 6 |
| Fehéroroszország | 3 | 2  | 1 | 185 | 220 | −35  | 5 |
| Kuba             | 3 | 1  | 2 | 199 | 217 | −18  | 4 |
| Dél-Korea        | 3 | 0  | 3 | 175 | 230 | −55  | 3 |

| 2014. szeptember 27. 14:15 | Kuba                                   | 57–90     | Ausztrália     | Abdi İpekçi Arena, Isztambul Nézőszám: 675 Játékvezetők: Elena Chernova (RUS), José Fernández (CRC), Robert Vyklický (CZE) |
| 2014. szeptember 27. 14:15 | (6–23, 25–22, 7–23, 19–22) Jegyzőkönyv |           |                | Abdi İpekçi Arena, Isztambul Nézőszám: 675 Játékvezetők: Elena Chernova (RUS), José Fernández (CRC), Robert Vyklický (CZE) |
| 2014. szeptember 27. 14:15 | Amargo 19                              | Pont      | Taylor 20      | Abdi İpekçi Arena, Isztambul Nézőszám: 675 Játékvezetők: Elena Chernova (RUS), José Fernández (CRC), Robert Vyklický (CZE) |
| 2014. szeptember 27. 14:15 | Cepeda, Noblet 7                       | Lepattanó | Jarry, Snell 6 | Abdi İpekçi Arena, Isztambul Nézőszám: 675 Játékvezetők: Elena Chernova (RUS), José Fernández (CRC), Robert Vyklický (CZE) |
| 2014. szeptember 27. 14:15 | Casanova 3                             | Gólpassz  | Mitchell 8     | Abdi İpekçi Arena, Isztambul Nézőszám: 675 Játékvezetők: Elena Chernova (RUS), José Fernández (CRC), Robert Vyklický (CZE) |

| 2014. szeptember 27. 16:30 | Dél-Korea                               | 64–70     | Fehéroroszország | Abdi İpekçi Arena, Isztambul Nézőszám: 750 Játékvezetők: Karen Lasuik (CAN), Snehal Bendke (IND), Adrian Nunes (URU) |
| 2014. szeptember 27. 16:30 | (23–11, 7–21, 15–23, 19–15) Jegyzőkönyv |           |                  | Abdi İpekçi Arena, Isztambul Nézőszám: 750 Játékvezetők: Karen Lasuik (CAN), Snehal Bendke (IND), Adrian Nunes (URU) |
| 2014. szeptember 27. 16:30 | Park J-s. 15                            | Pont      | Snytsina 17      | Abdi İpekçi Arena, Isztambul Nézőszám: 750 Játékvezetők: Karen Lasuik (CAN), Snehal Bendke (IND), Adrian Nunes (URU) |
| 2014. szeptember 27. 16:30 | Lee S-a. 8                              | Lepattanó | Leuchanka 11     | Abdi İpekçi Arena, Isztambul Nézőszám: 750 Játékvezetők: Karen Lasuik (CAN), Snehal Bendke (IND), Adrian Nunes (URU) |
| 2014. szeptember 27. 16:30 | Lee S-a. 7                              | Gólpassz  | Leuchanka 6      | Abdi İpekçi Arena, Isztambul Nézőszám: 750 Játékvezetők: Karen Lasuik (CAN), Snehal Bendke (IND), Adrian Nunes (URU) |

| 2014. szeptember 28. 14:15 | Ausztrália                              | 87–54     | Dél-Korea             | Abdi İpekçi Arena, Isztambul Nézőszám: 450 Játékvezetők: Carole Delauné (FRA), Abdelaziz Abassi (TUN), Özlem Yalman (TUR) |
| 2014. szeptember 28. 14:15 | (25–9, 20–13, 21–15, 21–17) Jegyzőkönyv |           |                       | Abdi İpekçi Arena, Isztambul Nézőszám: 450 Játékvezetők: Carole Delauné (FRA), Abdelaziz Abassi (TUN), Özlem Yalman (TUR) |
| 2014. szeptember 28. 14:15 | Hodges 14                               | Pont      | Kim Y-j. 17           | Abdi İpekçi Arena, Isztambul Nézőszám: 450 Játékvezetők: Carole Delauné (FRA), Abdelaziz Abassi (TUN), Özlem Yalman (TUR) |
| 2014. szeptember 28. 14:15 | Richards, Burton 6                      | Lepattanó | Lee S-a. 8            | Abdi İpekçi Arena, Isztambul Nézőszám: 450 Játékvezetők: Carole Delauné (FRA), Abdelaziz Abassi (TUN), Özlem Yalman (TUR) |
| 2014. szeptember 28. 14:15 | Phillips 7                              | Gólpassz  | Shin J-h., Lee S-a. 3 | Abdi İpekçi Arena, Isztambul Nézőszám: 450 Játékvezetők: Carole Delauné (FRA), Abdelaziz Abassi (TUN), Özlem Yalman (TUR) |

| 2014. szeptember 28. 19:15 | Fehéroroszország                         | 70–69     | Kuba        | Abdi İpekçi Arena, Isztambul Nézőszám: 470 Játékvezetők: Renaud Geller (BEL), Antonio Conde (ESP), Guilherme Locatelli (BRA) |
| 2014. szeptember 28. 19:15 | (15–22, 20–15, 15–19, 20–13) Jegyzőkönyv |           |             | Abdi İpekçi Arena, Isztambul Nézőszám: 470 Játékvezetők: Renaud Geller (BEL), Antonio Conde (ESP), Guilherme Locatelli (BRA) |
| 2014. szeptember 28. 19:15 | Leuchanka 20                             | Pont      | Oquendo 19  | Abdi İpekçi Arena, Isztambul Nézőszám: 470 Játékvezetők: Renaud Geller (BEL), Antonio Conde (ESP), Guilherme Locatelli (BRA) |
| 2014. szeptember 28. 19:15 | Leuchanka 18                             | Lepattanó | Oquendo 10  | Abdi İpekçi Arena, Isztambul Nézőszám: 470 Játékvezetők: Renaud Geller (BEL), Antonio Conde (ESP), Guilherme Locatelli (BRA) |
| 2014. szeptember 28. 19:15 | Drozd 4                                  | Gólpassz  | Casanova 10 | Abdi İpekçi Arena, Isztambul Nézőszám: 470 Játékvezetők: Renaud Geller (BEL), Antonio Conde (ESP), Guilherme Locatelli (BRA) |

| 2014. szeptember 30. 16:30 | Ausztrália                              | 87–45     | Fehéroroszország | Abdi İpekçi Arena, Isztambul Nézőszám: 250 Játékvezetők: Karen Lasuik (CAN), Abdelaziz Abassi (TUN), Adrian Nunes (URU) |
| 2014. szeptember 30. 16:30 | (24–13, 22–8, 19–11, 22–13) Jegyzőkönyv |           |                  | Abdi İpekçi Arena, Isztambul Nézőszám: 250 Játékvezetők: Karen Lasuik (CAN), Abdelaziz Abassi (TUN), Adrian Nunes (URU) |
| 2014. szeptember 30. 16:30 | Jarry 19                                | Pont      | Leuchanka 12     | Abdi İpekçi Arena, Isztambul Nézőszám: 250 Játékvezetők: Karen Lasuik (CAN), Abdelaziz Abassi (TUN), Adrian Nunes (URU) |
| 2014. szeptember 30. 16:30 | Francis 8                               | Lepattanó | Leuchanka 10     | Abdi İpekçi Arena, Isztambul Nézőszám: 250 Játékvezetők: Karen Lasuik (CAN), Abdelaziz Abassi (TUN), Adrian Nunes (URU) |
| 2014. szeptember 30. 16:30 | Phillips 7                              | Gólpassz  | három játékos 2  | Abdi İpekçi Arena, Isztambul Nézőszám: 250 Játékvezetők: Karen Lasuik (CAN), Abdelaziz Abassi (TUN), Adrian Nunes (URU) |

| 2014. szeptember 30. 19:15 | Dél-Korea                                | 57–73     | Kuba      | Abdi İpekçi Arena, Isztambul Nézőszám: 250 Játékvezetők: Elena Chernova (RUS), Carole Delauné (FRA), Robert Vyklický (CZE) |
| 2014. szeptember 30. 19:15 | (15–18, 13–16, 18–23, 11–16) Jegyzőkönyv |           |           | Abdi İpekçi Arena, Isztambul Nézőszám: 250 Játékvezetők: Elena Chernova (RUS), Carole Delauné (FRA), Robert Vyklický (CZE) |
| 2014. szeptember 30. 19:15 | Park J-s. 16                             | Pont      | Cepeda 16 | Abdi İpekçi Arena, Isztambul Nézőszám: 250 Játékvezetők: Elena Chernova (RUS), Carole Delauné (FRA), Robert Vyklický (CZE) |
| 2014. szeptember 30. 19:15 | Kim S-y 8                                | Lepattanó | Cepeda 17 | Abdi İpekçi Arena, Isztambul Nézőszám: 250 Játékvezetők: Elena Chernova (RUS), Carole Delauné (FRA), Robert Vyklický (CZE) |
| 2014. szeptember 30. 19:15 | Hong A-r., Lee S-a. 2                    | Gólpassz  | Gelis 5   | Abdi İpekçi Arena, Isztambul Nézőszám: 250 Játékvezetők: Elena Chernova (RUS), Carole Delauné (FRA), Robert Vyklický (CZE) |

### D csoport
| Csapat           | M | Gy | V | P+  | P–  | Pk   | P |
| ---------------- | - | -- | - | --- | --- | ---- | - |
| Egyesült Államok | 3 | 3  | 0 | 300 | 174 | +126 | 6 |
| Szerbia          | 3 | 2  | 1 | 241 | 199 | +42  | 5 |
| Kína             | 3 | 1  | 2 | 184 | 191 | −7   | 4 |
| Angola           | 3 | 0  | 3 | 125 | 286 | −161 | 3 |

| 2014. szeptember 27. 19:15 | Szerbia                                | 102–42    | Angola               | Abdi İpekçi Arena, Isztambul Nézőszám: 650 Játékvezetők: Antonio Conde (ESP), Abdelaziz Abassi (TUN), Carole Delauné (FRA) |
| 2014. szeptember 27. 19:15 | (22–10, 24–8, 27–18, 29–6) Jegyzőkönyv |           |                      | Abdi İpekçi Arena, Isztambul Nézőszám: 650 Játékvezetők: Antonio Conde (ESP), Abdelaziz Abassi (TUN), Carole Delauné (FRA) |
| 2014. szeptember 27. 19:15 | Milovanović 16                         | Pont      | Eusébio, Tomás 9     | Abdi İpekçi Arena, Isztambul Nézőszám: 650 Játékvezetők: Antonio Conde (ESP), Abdelaziz Abassi (TUN), Carole Delauné (FRA) |
| 2014. szeptember 27. 19:15 | Radočaj 6                              | Lepattanó | Tomás, Maurício 5    | Abdi İpekçi Arena, Isztambul Nézőszám: 650 Játékvezetők: Antonio Conde (ESP), Abdelaziz Abassi (TUN), Carole Delauné (FRA) |
| 2014. szeptember 27. 19:15 | A. Dabović 6                           | Gólpassz  | Eusébio, Guadalupe 2 | Abdi İpekçi Arena, Isztambul Nézőszám: 650 Játékvezetők: Antonio Conde (ESP), Abdelaziz Abassi (TUN), Carole Delauné (FRA) |

| 2014. szeptember 27. 21:30 | Kína                                    | 56–87     | Egyesült Államok | Abdi İpekçi Arena, Isztambul Nézőszám: 1100 Játékvezetők: Guilherme Locatelli (BRA), Renaud Geller (BEL), Özlem Yalman (TUR) |
| 2014. szeptember 27. 21:30 | (13–20, 19–19, 8–21, 16–27) Jegyzőkönyv |           |                  | Abdi İpekçi Arena, Isztambul Nézőszám: 1100 Játékvezetők: Guilherme Locatelli (BRA), Renaud Geller (BEL), Özlem Yalman (TUR) |
| 2014. szeptember 27. 21:30 | Chen X., Sun M. 10                      | Pont      | Moore, Griner 15 | Abdi İpekçi Arena, Isztambul Nézőszám: 1100 Játékvezetők: Guilherme Locatelli (BRA), Renaud Geller (BEL), Özlem Yalman (TUR) |
| 2014. szeptember 27. 21:30 | Gao S., Zhang L. 6                      | Lepattanó | Charles 15       | Abdi İpekçi Arena, Isztambul Nézőszám: 1100 Játékvezetők: Guilherme Locatelli (BRA), Renaud Geller (BEL), Özlem Yalman (TUR) |
| 2014. szeptember 27. 21:30 | Yang L., Sun M. 2                       | Gólpassz  | négy játékos 3   | Abdi İpekçi Arena, Isztambul Nézőszám: 1100 Játékvezetők: Guilherme Locatelli (BRA), Renaud Geller (BEL), Özlem Yalman (TUR) |

| 2014. szeptember 28. 16:30 | Angola                                  | 39–65     | Kína                 | Abdi İpekçi Arena, Isztambul Nézőszám: 420 Játékvezetők: Elena Chernova (RUS), Karen Lasuik (CAN), Adrian Nunes (URU) |
| 2014. szeptember 28. 16:30 | (10–15, 5–15, 12–22, 12–13) Jegyzőkönyv |           |                      | Abdi İpekçi Arena, Isztambul Nézőszám: 420 Játékvezetők: Elena Chernova (RUS), Karen Lasuik (CAN), Adrian Nunes (URU) |
| 2014. szeptember 28. 16:30 | Maurício 18                             | Pont      | Shao T. 14           | Abdi İpekçi Arena, Isztambul Nézőszám: 420 Játékvezetők: Elena Chernova (RUS), Karen Lasuik (CAN), Adrian Nunes (URU) |
| 2014. szeptember 28. 16:30 | Guadalupe 7                             | Lepattanó | Cheng F., Zhang L. 6 | Abdi İpekçi Arena, Isztambul Nézőszám: 420 Játékvezetők: Elena Chernova (RUS), Karen Lasuik (CAN), Adrian Nunes (URU) |
| 2014. szeptember 28. 16:30 | Filipe 2                                | Gólpassz  | Chen X. 6            | Abdi İpekçi Arena, Isztambul Nézőszám: 420 Játékvezetők: Elena Chernova (RUS), Karen Lasuik (CAN), Adrian Nunes (URU) |

| 2014. szeptember 28. 21:30 | Egyesült Államok                         | 94–74     | Szerbia                  | Abdi İpekçi Arena, Isztambul Nézőszám: 700 Játékvezetők: Robert Vyklický (CZE), Snehal Bendke (IND), José Fernández (CRC) |
| 2014. szeptember 28. 21:30 | (17–21, 32–21, 21–22, 24–10) Jegyzőkönyv |           |                          | Abdi İpekçi Arena, Isztambul Nézőszám: 700 Játékvezetők: Robert Vyklický (CZE), Snehal Bendke (IND), José Fernández (CRC) |
| 2014. szeptember 28. 21:30 | Taurasi 20                               | Pont      | A. Dabović 24            | Abdi İpekçi Arena, Isztambul Nézőszám: 700 Játékvezetők: Robert Vyklický (CZE), Snehal Bendke (IND), José Fernández (CRC) |
| 2014. szeptember 28. 21:30 | Moore 12                                 | Lepattanó | Milovanović 9            | Abdi İpekçi Arena, Isztambul Nézőszám: 700 Játékvezetők: Robert Vyklický (CZE), Snehal Bendke (IND), José Fernández (CRC) |
| 2014. szeptember 28. 21:30 | Moore 6                                  | Gólpassz  | M. Dabović, A. Dabović 3 | Abdi İpekçi Arena, Isztambul Nézőszám: 700 Játékvezetők: Robert Vyklický (CZE), Snehal Bendke (IND), José Fernández (CRC) |

| 2014. szeptember 30. 14:15 | Szerbia                                 | 65–63     | Kína                | Abdi İpekçi Arena, Isztambul Nézőszám: 200 Játékvezetők: Antonio Conde (ESP), José Fernández (CRC), Guilherme Locatelli (BRA) |
| 2014. szeptember 30. 14:15 | (25–22, 16–12, 8–17, 16–12) Jegyzőkönyv |           |                     | Abdi İpekçi Arena, Isztambul Nézőszám: 200 Játékvezetők: Antonio Conde (ESP), José Fernández (CRC), Guilherme Locatelli (BRA) |
| 2014. szeptember 30. 14:15 | Radočaj 19                              | Pont      | Lu W. 20            | Abdi İpekçi Arena, Isztambul Nézőszám: 200 Játékvezetők: Antonio Conde (ESP), José Fernández (CRC), Guilherme Locatelli (BRA) |
| 2014. szeptember 30. 14:15 | Krnjić 7                                | Lepattanó | Chen X., Huang H. 8 | Abdi İpekçi Arena, Isztambul Nézőszám: 200 Játékvezetők: Antonio Conde (ESP), José Fernández (CRC), Guilherme Locatelli (BRA) |
| 2014. szeptember 30. 14:15 | Butulija 3                              | Gólpassz  | Lu W. 4             | Abdi İpekçi Arena, Isztambul Nézőszám: 200 Játékvezetők: Antonio Conde (ESP), José Fernández (CRC), Guilherme Locatelli (BRA) |

| 2014. szeptember 30. 21:30 | Egyesült Államok                        | 119–44    | Angola         | Abdi İpekçi Arena, Isztambul Nézőszám: 400 Játékvezetők: Renaud Geller (BEL), Snehal Bendke (IND), Özlem Yalman (TUR) |
| 2014. szeptember 30. 21:30 | (33–11, 28–14, 31–6, 27–13) Jegyzőkönyv |           |                | Abdi İpekçi Arena, Isztambul Nézőszám: 400 Játékvezetők: Renaud Geller (BEL), Snehal Bendke (IND), Özlem Yalman (TUR) |
| 2014. szeptember 30. 21:30 | Ogwumike 18                             | Pont      | Manuel 11      | Abdi İpekçi Arena, Isztambul Nézőszám: 400 Játékvezetők: Renaud Geller (BEL), Snehal Bendke (IND), Özlem Yalman (TUR) |
| 2014. szeptember 30. 21:30 | Ogwumike 10                             | Lepattanó | Manuel 4       | Abdi İpekçi Arena, Isztambul Nézőszám: 400 Játékvezetők: Renaud Geller (BEL), Snehal Bendke (IND), Özlem Yalman (TUR) |
| 2014. szeptember 30. 21:30 | Whalen 6                                | Gólpassz  | négy játékos 1 | Abdi İpekçi Arena, Isztambul Nézőszám: 400 Játékvezetők: Renaud Geller (BEL), Snehal Bendke (IND), Özlem Yalman (TUR) |

## Egyenes kieséses szakasz
|  |               |                  |               |            |                  |              |               |              |                  |                  |               |           |               |               |               |            |       |       |
|  | Nyolcaddöntők | Nyolcaddöntők    | Nyolcaddöntők |            |                  | Negyeddöntők | Negyeddöntők  | Negyeddöntők |                  |                  | Elődöntők     | Elődöntők | Elődöntők     |               |               | Döntő      | Döntő | Döntő |
|  | Nyolcaddöntők | Nyolcaddöntők    | Nyolcaddöntők |            |                  | Negyeddöntők | Negyeddöntők  | Negyeddöntők |                  |                  | Elődöntők     | Elődöntők | Elődöntők     |               |               | Döntő      | Döntő | Döntő |
|  | október 1.    | október 1.       | október 1.    | október 3. | október 3.       | október 3.   |               |              |                  |                  |               |           |               |               |               |            |       |       |
|  | október 1.    | október 1.       | október 1.    | október 3. | október 3.       | október 3.   |               |              |                  |                  |               |           |               |               |               |            |       |       |
|  | C2            | Fehéroroszország | 67            | A1         | Spanyolország    | 71           |               |              |                  |                  |               |           |               |               |               |            |       |       |
|  | C2            | Fehéroroszország | 67            | A1         | Spanyolország    | 71           | október 4.    |              |                  |                  |               |           |               |               |               |            |       |       |
|  | D3            | Kína             | 72            |            |                  |              | Kína          | 55           |                  |                  |               |           |               |               |               |            |       |       |
|  | D3            | Kína             | 72            |            |                  |              | Kína          | 55           |                  | Spanyolország    | Spanyolország | 66        |               |               |               |            |       |       |
|  | október 1.    | október 1.       | október 1.    | október 3. | október 3.       | október 3.   |               |              |                  | Spanyolország    | Spanyolország | 66        |               |               |               |            |       |       |
|  | október 1.    | október 1.       | október 1.    | október 3. | október 3.       | október 3.   |               |              | Törökország      | Törökország      | 56            |           |               |               |               |            |       |       |
|  | D2            | Szerbia          | 86            | B1         | Törökország      | 62           |               |              | Törökország      | Törökország      | 56            |           |               |               |               |            |       |       |
|  | D2            | Szerbia          | 86            | B1         | Törökország      | 62           |               | október 5.   |                  |                  |               |           |               |               |               |            |       |       |
|  | C3            | Kuba             | 79            |            |                  |              | Szerbia       | 61           |                  |                  |               |           |               |               |               |            |       |       |
|  | C3            | Kuba             | 79            |            |                  |              | Szerbia       | 61           |                  | Spanyolország    | Spanyolország | 64        |               |               |               |            |       |       |
|  | október 1.    | október 1.       | október 1.    | október 3. | október 3.       | október 3.   |               |              |                  | Spanyolország    | Spanyolország | 64        |               |               |               |            |       |       |
|  | október 1.    | október 1.       | október 1.    | október 3. | október 3.       | október 3.   |               |              | Egyesült Államok | Egyesült Államok | 77            |           |               |               |               |            |       |       |
|  | A2            | Csehország       | 71            | C1         | Ausztrália       | 63           |               |              |                  | Egyesült Államok | 77            |           |               |               |               |            |       |       |
|  | A2            | Csehország       | 71            | C1         | Ausztrália       | 63           | október 4.    |              |                  |                  |               |           |               |               |               |            |       |       |
|  | B3            | Kanada           | 91            |            |                  |              | Kanada        | 52           |                  |                  |               |           |               |               |               |            |       |       |
|  | B3            | Kanada           | 91            |            |                  |              | Kanada        | 52           |                  | Ausztrália       | Ausztrália    | 70        | Bronzmérkőzés | Bronzmérkőzés | Bronzmérkőzés |            |       |       |
|  | október 1.    | október 1.       | október 1.    | október 3. | október 3.       | október 3.   |               |              |                  | Ausztrália       | Ausztrália    | 70        | Bronzmérkőzés | Bronzmérkőzés | Bronzmérkőzés |            |       |       |
|  | október 1.    | október 1.       | október 1.    | október 3. | október 3.       | október 3.   |               |              | Egyesült Államok | Egyesült Államok | 82            |           |               | október 5.    | október 5.    | október 5. |       |       |
|  | B2            | Franciaország    | 61            | D1         | Egyesült Államok | 94           |               |              | Egyesült Államok | Egyesült Államok | 82            |           |               | október 5.    | október 5.    | október 5. |       |       |
|  | B2            | Franciaország    | 61            | D1         | Egyesült Államok | 94           |               |              |                  |                  |               |           |               | Törökország   | Törökország   | 44         |       |       |
|  | A3            | Brazília         | 48            |            |                  |              | Franciaország | 72           |                  |                  |               |           |               | Törökország   | Törökország   | 44         |       |       |
|  | A3            | Brazília         | 48            |            |                  |              | Franciaország | 72           |                  | Ausztrália       | Ausztrália    | 74        |               |               |               |            |       |       |
|  |               |                  |               |            |                  |              |               |              |                  | Ausztrália       | Ausztrália    | 74        |               |               |               |            |       |       |

### Nyolcaddöntők
| 2014. október 1. 16:15 | Csehország                               | 71–91     | Kanada     | Ankara Arena, Ankara Játékvezetők: Amy Bonner (USA), Wang Zebo (CHN), Jakub Zamojski (POL) |
| 2014. október 1. 16:15 | (13-22, 19-22, 23-21, 16-26) Jegyzőkönyv |           |            | Ankara Arena, Ankara Játékvezetők: Amy Bonner (USA), Wang Zebo (CHN), Jakub Zamojski (POL) |
| 2014. október 1. 16:15 | Vítečková 17                             | Pont      | Gaucher 17 | Ankara Arena, Ankara Játékvezetők: Amy Bonner (USA), Wang Zebo (CHN), Jakub Zamojski (POL) |
| 2014. október 1. 16:15 | Veselá 5                                 | Lepattanó | Gaucher 7  | Ankara Arena, Ankara Játékvezetők: Amy Bonner (USA), Wang Zebo (CHN), Jakub Zamojski (POL) |
| 2014. október 1. 16:15 | Elhotová 4                               | Gólpassz  | Plouffe 3  | Ankara Arena, Ankara Játékvezetők: Amy Bonner (USA), Wang Zebo (CHN), Jakub Zamojski (POL) |

| 2014. október 1. 19:00 | Franciaország                          | 61–48     | Brazília | Ankara Arena, Ankara Játékvezetők: Roberto Chiari (ITA), Toni Caldwell (AUS), Jasmina Juras (SRB) |
| 2014. október 1. 19:00 | (12-1, 14-5, 19-15, 16-18) Jegyzőkönyv |           |          | Ankara Arena, Ankara Játékvezetők: Roberto Chiari (ITA), Toni Caldwell (AUS), Jasmina Juras (SRB) |
| 2014. október 1. 19:00 | Gruda 17                               | Pont      | Souza 11 | Ankara Arena, Ankara Játékvezetők: Roberto Chiari (ITA), Toni Caldwell (AUS), Jasmina Juras (SRB) |
| 2014. október 1. 19:00 | Gruda 8                                | Lepattanó | Pinto 7  | Ankara Arena, Ankara Játékvezetők: Roberto Chiari (ITA), Toni Caldwell (AUS), Jasmina Juras (SRB) |
| 2014. október 1. 19:00 | Dumerc 9                               | Gólpassz  | Pinto 4  | Ankara Arena, Ankara Játékvezetők: Roberto Chiari (ITA), Toni Caldwell (AUS), Jasmina Juras (SRB) |

| 2014. október 1. 19:15 | Fehéroroszország                        | 67–72     | Kína          | Abdi İpekçi Arena, Isztambul Játékvezetők: Robert Vyklický (CZE), Snehal Bendke (IND), Carole Delauné (FRA) |
| 2014. október 1. 19:15 | (20-19, 23-13, 17-15, 7-25) Jegyzőkönyv |           |               | Abdi İpekçi Arena, Isztambul Játékvezetők: Robert Vyklický (CZE), Snehal Bendke (IND), Carole Delauné (FRA) |
| 2014. október 1. 19:15 | Likhtarovich 20                         | Pont      | Shao T. 23    | Abdi İpekçi Arena, Isztambul Játékvezetők: Robert Vyklický (CZE), Snehal Bendke (IND), Carole Delauné (FRA) |
| 2014. október 1. 19:15 | Leuchanka 13                            | Lepattanó | Lu W. 8       | Abdi İpekçi Arena, Isztambul Játékvezetők: Robert Vyklický (CZE), Snehal Bendke (IND), Carole Delauné (FRA) |
| 2014. október 1. 19:15 | Leuchanka 9                             | Gólpassz  | hat játékos 2 | Abdi İpekçi Arena, Isztambul Játékvezetők: Robert Vyklický (CZE), Snehal Bendke (IND), Carole Delauné (FRA) |

| 2014. október 1. 21:30 | Szerbia                                  | 86–79     | Kuba      | Abdi İpekçi Arena, Isztambul Játékvezetők: Renaud Geller (BEL), Karen Lasuik (CAN), Guilherme Locatelli (BRA) |
| 2014. október 1. 21:30 | (16-23, 26-16, 18-23, 26-17) Jegyzőkönyv |           |           | Abdi İpekçi Arena, Isztambul Játékvezetők: Renaud Geller (BEL), Karen Lasuik (CAN), Guilherme Locatelli (BRA) |
| 2014. október 1. 21:30 | A. Dabović 21                            | Pont      | Cepeda 18 | Abdi İpekçi Arena, Isztambul Játékvezetők: Renaud Geller (BEL), Karen Lasuik (CAN), Guilherme Locatelli (BRA) |
| 2014. október 1. 21:30 | Milovanović 9                            | Lepattanó | Cepeda 8  | Abdi İpekçi Arena, Isztambul Játékvezetők: Renaud Geller (BEL), Karen Lasuik (CAN), Guilherme Locatelli (BRA) |
| 2014. október 1. 21:30 | four players 2                           | Gólpassz  | Gelis 8   | Abdi İpekçi Arena, Isztambul Játékvezetők: Renaud Geller (BEL), Karen Lasuik (CAN), Guilherme Locatelli (BRA) |

### Negyeddöntők
| 2014. október 3. 14:00 | Ausztrália                              | 63–52     | Kanada             | Ülker Sports Arena, Isztambul Nézőszám: 500 Játékvezetők: Tomas Jasevičius (LTU), Antonio Conde (ESP), Özlem Yalman (TUR) |
| 2014. október 3. 14:00 | (19–17, 17–7, 15–11, 12–17) Jegyzőkönyv |           |                    | Ülker Sports Arena, Isztambul Nézőszám: 500 Játékvezetők: Tomas Jasevičius (LTU), Antonio Conde (ESP), Özlem Yalman (TUR) |
| 2014. október 3. 14:00 | Phillips 16                             | Pont      | Ayim 11            | Ülker Sports Arena, Isztambul Nézőszám: 500 Játékvezetők: Tomas Jasevičius (LTU), Antonio Conde (ESP), Özlem Yalman (TUR) |
| 2014. október 3. 14:00 | Tolo 9                                  | Lepattanó | Ayim 7             | Ülker Sports Arena, Isztambul Nézőszám: 500 Játékvezetők: Tomas Jasevičius (LTU), Antonio Conde (ESP), Özlem Yalman (TUR) |
| 2014. október 3. 14:00 | Taylor 5                                | Gólpassz  | Thorburn, Fields 2 | Ülker Sports Arena, Isztambul Nézőszám: 500 Játékvezetők: Tomas Jasevičius (LTU), Antonio Conde (ESP), Özlem Yalman (TUR) |

| 2014. október 3. 16:15 | Spanyolország                          | 71–55     | Kína             | Ülker Sports Arena, Isztambul Nézőszám: 700 Játékvezetők: Fernando Sampietro (ARG), Kim Bo-hui (KOR), Roberto Oliveros (VEN) |
| 2014. október 3. 16:15 | (20–9, 15–8, 21–18, 15–20) Jegyzőkönyv |           |                  | Ülker Sports Arena, Isztambul Nézőszám: 700 Játékvezetők: Fernando Sampietro (ARG), Kim Bo-hui (KOR), Roberto Oliveros (VEN) |
| 2014. október 3. 16:15 | Lyttle 24                              | Pont      | Li M., Sun M. 10 | Ülker Sports Arena, Isztambul Nézőszám: 700 Játékvezetők: Fernando Sampietro (ARG), Kim Bo-hui (KOR), Roberto Oliveros (VEN) |
| 2014. október 3. 16:15 | Nicholls 14                            | Lepattanó | Gao S. 8         | Ülker Sports Arena, Isztambul Nézőszám: 700 Játékvezetők: Fernando Sampietro (ARG), Kim Bo-hui (KOR), Roberto Oliveros (VEN) |
| 2014. október 3. 16:15 | Torrens, Palau 5                       | Gólpassz  | Chen X. 5        | Ülker Sports Arena, Isztambul Nézőszám: 700 Játékvezetők: Fernando Sampietro (ARG), Kim Bo-hui (KOR), Roberto Oliveros (VEN) |

| 2014. október 3. 19:00 | Törökország                             | 62–61     | Szerbia       | Ülker Sports Arena, Isztambul Nézőszám: 9500 Játékvezetők: Roberto Chiari (ITA), Elena Chernova (RUS), Jakub Zamojski (POL) |
| 2014. október 3. 19:00 | (18–13, 6–17, 17–10, 21–21) Jegyzőkönyv |           |               | Ülker Sports Arena, Isztambul Nézőszám: 9500 Játékvezetők: Roberto Chiari (ITA), Elena Chernova (RUS), Jakub Zamojski (POL) |
| 2014. október 3. 19:00 | Pringle 14                              | Pont      | M. Dabović 18 | Ülker Sports Arena, Isztambul Nézőszám: 9500 Játékvezetők: Roberto Chiari (ITA), Elena Chernova (RUS), Jakub Zamojski (POL) |
| 2014. október 3. 19:00 | Pringle 19                              | Lepattanó | Ajduković 8   | Ülker Sports Arena, Isztambul Nézőszám: 9500 Játékvezetők: Roberto Chiari (ITA), Elena Chernova (RUS), Jakub Zamojski (POL) |
| 2014. október 3. 19:00 | Palazoğlu 4                             | Gólpassz  | Radočaj 7     | Ülker Sports Arena, Isztambul Nézőszám: 9500 Játékvezetők: Roberto Chiari (ITA), Elena Chernova (RUS), Jakub Zamojski (POL) |

| 2014. október 3. 21:15 | Egyesült Államok                         | 94–72     | Franciaország | Ülker Sports Arena, Isztambul Nézőszám: 3600 Játékvezetők: Guilherme Locatelli (BRA), Adrian Nunes (URU), Anne Panther (GER) |
| 2014. október 3. 21:15 | (29–14, 24–18, 19–16, 22–24) Jegyzőkönyv |           |               | Ülker Sports Arena, Isztambul Nézőszám: 3600 Játékvezetők: Guilherme Locatelli (BRA), Adrian Nunes (URU), Anne Panther (GER) |
| 2014. október 3. 21:15 | Griner 17                                | Pont      | Gruda 18      | Ülker Sports Arena, Isztambul Nézőszám: 3600 Játékvezetők: Guilherme Locatelli (BRA), Adrian Nunes (URU), Anne Panther (GER) |
| 2014. október 3. 21:15 | Charles 7                                | Lepattanó | Gruda 9       | Ülker Sports Arena, Isztambul Nézőszám: 3600 Játékvezetők: Guilherme Locatelli (BRA), Adrian Nunes (URU), Anne Panther (GER) |
| 2014. október 3. 21:15 | Taurasi 6                                | Gólpassz  | Salagnac 4    | Ülker Sports Arena, Isztambul Nézőszám: 3600 Játékvezetők: Guilherme Locatelli (BRA), Adrian Nunes (URU), Anne Panther (GER) |

### Az 5–8. helyért
| 2014. október 4. 14:00 | Kína                                     | 85–69     | Szerbia             | Ülker Sports Arena, Isztambul Nézőszám: 200 Játékvezetők: Amy Bonner (USA), José Fernández (CRC), Karen Lasuik (CAN) |
| 2014. október 4. 14:00 | (32–22, 11–14, 21–20, 21–13) Jegyzőkönyv |           |                     | Ülker Sports Arena, Isztambul Nézőszám: 200 Játékvezetők: Amy Bonner (USA), José Fernández (CRC), Karen Lasuik (CAN) |
| 2014. október 4. 14:00 | Shao T. 24                               | Pont      | M. Dabović 12       | Ülker Sports Arena, Isztambul Nézőszám: 200 Játékvezetők: Amy Bonner (USA), José Fernández (CRC), Karen Lasuik (CAN) |
| 2014. október 4. 14:00 | Lu W. 8                                  | Lepattanó | Krnjić, Ajduković 6 | Ülker Sports Arena, Isztambul Nézőszám: 200 Játékvezetők: Amy Bonner (USA), José Fernández (CRC), Karen Lasuik (CAN) |
| 2014. október 4. 14:00 | Sun M. 4                                 | Gólpassz  | Radočaj 4           | Ülker Sports Arena, Isztambul Nézőszám: 200 Játékvezetők: Amy Bonner (USA), José Fernández (CRC), Karen Lasuik (CAN) |

| 2014. október 4. 16:15 | Kanada                               | 55–40     | Franciaország   | Ülker Sports Arena, Isztambul Nézőszám: 200 Játékvezetők: Tomas Jasevičius (LTU), Toni Caldwell (AUS), Özlem Yalman (TUR) |
| 2014. október 4. 16:15 | (15–8, 22–8, 10–16, 8–8) Jegyzőkönyv |           |                 | Ülker Sports Arena, Isztambul Nézőszám: 200 Játékvezetők: Tomas Jasevičius (LTU), Toni Caldwell (AUS), Özlem Yalman (TUR) |
| 2014. október 4. 16:15 | Ayim 12                              | Pont      | Tchatchouang 12 | Ülker Sports Arena, Isztambul Nézőszám: 200 Játékvezetők: Tomas Jasevičius (LTU), Toni Caldwell (AUS), Özlem Yalman (TUR) |
| 2014. október 4. 16:15 | négy játékos 5                       | Lepattanó | Gruda 12        | Ülker Sports Arena, Isztambul Nézőszám: 200 Játékvezetők: Tomas Jasevičius (LTU), Toni Caldwell (AUS), Özlem Yalman (TUR) |
| 2014. október 4. 16:15 | Thorburn, Tatham 4                   | Gólpassz  | Lardy 2         | Ülker Sports Arena, Isztambul Nézőszám: 200 Játékvezetők: Tomas Jasevičius (LTU), Toni Caldwell (AUS), Özlem Yalman (TUR) |

### Elődöntők
| 2014. október 4. 19:00 | Spanyolország                          | 66–56     | Törökország        | Ülker Sports Arena, Isztambul Nézőszám: 9200 Játékvezetők: Fernando Sampietro (ARG), Guilherme Locatelli (BRA), Anne Panther (GER) |
| 2014. október 4. 19:00 | (19–20, 9–7, 13–12, 25–17) Jegyzőkönyv |           |                    | Ülker Sports Arena, Isztambul Nézőszám: 9200 Játékvezetők: Fernando Sampietro (ARG), Guilherme Locatelli (BRA), Anne Panther (GER) |
| 2014. október 4. 19:00 | Torrens 28                             | Pont      | Yılmaz, Pringle 18 | Ülker Sports Arena, Isztambul Nézőszám: 9200 Játékvezetők: Fernando Sampietro (ARG), Guilherme Locatelli (BRA), Anne Panther (GER) |
| 2014. október 4. 19:00 | Lyttle 12                              | Lepattanó | Pringle 8          | Ülker Sports Arena, Isztambul Nézőszám: 9200 Játékvezetők: Fernando Sampietro (ARG), Guilherme Locatelli (BRA), Anne Panther (GER) |
| 2014. október 4. 19:00 | three players 3                        | Gólpassz  | Alben 4            | Ülker Sports Arena, Isztambul Nézőszám: 9200 Játékvezetők: Fernando Sampietro (ARG), Guilherme Locatelli (BRA), Anne Panther (GER) |

| 2014. október 4. 21:15 | Ausztrália                               | 70–82     | Egyesült Államok | Ülker Sports Arena, Isztambul Nézőszám: 3600 Játékvezetők: Renaud Geller (BEL), Robert Vyklický (CZE), Wang Zebo (CHN) |
| 2014. október 4. 21:15 | (16–19, 14–23, 22–19, 18–21) Jegyzőkönyv |           |                  | Ülker Sports Arena, Isztambul Nézőszám: 3600 Játékvezetők: Renaud Geller (BEL), Robert Vyklický (CZE), Wang Zebo (CHN) |
| 2014. október 4. 21:15 | Phillips 19                              | Pont      | Charles 18       | Ülker Sports Arena, Isztambul Nézőszám: 3600 Játékvezetők: Renaud Geller (BEL), Robert Vyklický (CZE), Wang Zebo (CHN) |
| 2014. október 4. 21:15 | Taylor, Tolo 6                           | Lepattanó | Charles 9        | Ülker Sports Arena, Isztambul Nézőszám: 3600 Játékvezetők: Renaud Geller (BEL), Robert Vyklický (CZE), Wang Zebo (CHN) |
| 2014. október 4. 21:15 | Taylor 4                                 | Gólpassz  | Moore 5          | Ülker Sports Arena, Isztambul Nézőszám: 3600 Játékvezetők: Renaud Geller (BEL), Robert Vyklický (CZE), Wang Zebo (CHN) |

### A 7. helyért
| 2014. október 5. 14:00 | Szerbia                                  | 74–88     | Franciaország   | Ülker Sports Arena, Isztambul Nézőszám: 200 Játékvezetők: Robert Vyklický (CZE), Snehal Bendke (IND), Babacar Guèye (SEN) |
| 2014. október 5. 14:00 | (20–19, 14–22, 19–19, 21–28) Jegyzőkönyv |           |                 | Ülker Sports Arena, Isztambul Nézőszám: 200 Játékvezetők: Robert Vyklický (CZE), Snehal Bendke (IND), Babacar Guèye (SEN) |
| 2014. október 5. 14:00 | A. Dabović 19                            | Pont      | Cata-Chitiga 16 | Ülker Sports Arena, Isztambul Nézőszám: 200 Játékvezetők: Robert Vyklický (CZE), Snehal Bendke (IND), Babacar Guèye (SEN) |
| 2014. október 5. 14:00 | Krnjić 6                                 | Lepattanó | Cata-Chitiga 13 | Ülker Sports Arena, Isztambul Nézőszám: 200 Játékvezetők: Robert Vyklický (CZE), Snehal Bendke (IND), Babacar Guèye (SEN) |
| 2014. október 5. 14:00 | A. Dabović 4                             | Gólpassz  | három játékos 5 | Ülker Sports Arena, Isztambul Nézőszám: 200 Játékvezetők: Robert Vyklický (CZE), Snehal Bendke (IND), Babacar Guèye (SEN) |

### Az 5. helyért
| 2014. október 5. 16:15 | Kína                                     | 53–61     | Kanada          | Ülker Sports Arena, Isztambul Nézőszám: 250 Játékvezetők: Adrian Nunes (URU), Abdelaziz Abassi (TUN), Carole Delauné (FRA) |
| 2014. október 5. 16:15 | (15–13, 11–19, 15–14, 12–15) Jegyzőkönyv |           |                 | Ülker Sports Arena, Isztambul Nézőszám: 250 Játékvezetők: Adrian Nunes (URU), Abdelaziz Abassi (TUN), Carole Delauné (FRA) |
| 2014. október 5. 16:15 | Shao T. 12                               | Pont      | Gaucher 16      | Ülker Sports Arena, Isztambul Nézőszám: 250 Játékvezetők: Adrian Nunes (URU), Abdelaziz Abassi (TUN), Carole Delauné (FRA) |
| 2014. október 5. 16:15 | Shao T., Lu W. 7                         | Lepattanó | Ayim 9          | Ülker Sports Arena, Isztambul Nézőszám: 250 Játékvezetők: Adrian Nunes (URU), Abdelaziz Abassi (TUN), Carole Delauné (FRA) |
| 2014. október 5. 16:15 | Cheng F. 2                               | Gólpassz  | három játékos 3 | Ülker Sports Arena, Isztambul Nézőszám: 250 Játékvezetők: Adrian Nunes (URU), Abdelaziz Abassi (TUN), Carole Delauné (FRA) |

### Bronzmérkőzés
| 2014. október 5. 19:00 | Törökország                            | 44–74     | Ausztrália | Ülker Sports Arena, Isztambul Nézőszám: 7000 Játékvezetők: Antonio Conde (ESP), Amy Bonner (USA), Roberto Oliveros (VEN) |
| 2014. október 5. 19:00 | (4–17, 15–21, 7–16, 18–20) Jegyzőkönyv |           |            | Ülker Sports Arena, Isztambul Nézőszám: 7000 Játékvezetők: Antonio Conde (ESP), Amy Bonner (USA), Roberto Oliveros (VEN) |
| 2014. október 5. 19:00 | Yılmaz 13                              | Pont      | Tolo 21    | Ülker Sports Arena, Isztambul Nézőszám: 7000 Játékvezetők: Antonio Conde (ESP), Amy Bonner (USA), Roberto Oliveros (VEN) |
| 2014. október 5. 19:00 | Pringle 8                              | Lepattanó | Burton 7   | Ülker Sports Arena, Isztambul Nézőszám: 7000 Játékvezetők: Antonio Conde (ESP), Amy Bonner (USA), Roberto Oliveros (VEN) |
| 2014. október 5. 19:00 | Palazoğlu 4                            | Gólpassz  | Taylor 9   | Ülker Sports Arena, Isztambul Nézőszám: 7000 Játékvezetők: Antonio Conde (ESP), Amy Bonner (USA), Roberto Oliveros (VEN) |

### Döntő
| 2014. október 5. 21:15 | Spanyolország                            | 64–77     | Egyesült Államok | Ülker Sports Arena, Isztambul Nézőszám: 5600 Játékvezetők: Roberto Chiari (ITA), Jasmina Juras (SRB), Karen Lasuik (CAN) |
| 2014. október 5. 21:15 | (17–28, 12–20, 19–19, 16–10) Jegyzőkönyv |           |                  | Ülker Sports Arena, Isztambul Nézőszám: 5600 Játékvezetők: Roberto Chiari (ITA), Jasmina Juras (SRB), Karen Lasuik (CAN) |
| 2014. október 5. 21:15 | Lyttle 16                                | Pont      | Moore 18         | Ülker Sports Arena, Isztambul Nézőszám: 5600 Játékvezetők: Roberto Chiari (ITA), Jasmina Juras (SRB), Karen Lasuik (CAN) |
| 2014. október 5. 21:15 | Nicholls, Lyttle 11                      | Lepattanó | Charles 8        | Ülker Sports Arena, Isztambul Nézőszám: 5600 Játékvezetők: Roberto Chiari (ITA), Jasmina Juras (SRB), Karen Lasuik (CAN) |
| 2014. október 5. 21:15 | Lyttle 4                                 | Gólpassz  | Taurasi 8        | Ülker Sports Arena, Isztambul Nézőszám: 5600 Játékvezetők: Roberto Chiari (ITA), Jasmina Juras (SRB), Karen Lasuik (CAN) |

| A 2014-es női kosárlabda-világbajnokság győztese |
| ------------------------------------------------ |
| · Egyesült Államok · 9. cím                      |

## Végeredmény
| Helyezés | Csapat           | M | Gy | V | P+  | P–  | Pk   | P  |
| -------- | ---------------- | - | -- | - | --- | --- | ---- | -- |
| Arany    | Egyesült Államok | 6 | 6  | 0 | 553 | 380 | +173 | 12 |
| Ezüst    | Spanyolország    | 6 | 5  | 1 | 425 | 337 | +88  | 11 |
| Bronz    | Ausztrália       | 6 | 5  | 1 | 471 | 334 | +137 | 11 |
| 4.       | Törökország      | 6 | 4  | 2 | 331 | 347 | –16  | 10 |
|          |                  |   |    |   |     |     |      |    |
| 5.       | Kanada           | 7 | 4  | 3 | 431 | 399 | +32  | 11 |
| 6.       | Kína             | 7 | 3  | 4 | 449 | 459 | –10  | 10 |
| 7.       | Franciaország    | 7 | 4  | 3 | 461 | 425 | +36  | 11 |
| 8.       | Szerbia          | 7 | 3  | 4 | 531 | 513 | +18  | 10 |
|          |                  |   |    |   |     |     |      |    |
| 9.       | Csehország       | 4 | 2  | 2 | 253 | 270 | –17  | 6  |
| 10.      | Fehéroroszország | 4 | 2  | 2 | 252 | 292 | –40  | 6  |
| 11.      | Brazília         | 4 | 1  | 3 | 238 | 268 | –30  | 5  |
| 12.      | Kuba             | 4 | 1  | 3 | 278 | 303 | –25  | 5  |
|          |                  |   |    |   |     |     |      |    |
| 13.      | Dél-Korea        | 3 | 0  | 3 | 175 | 230 | –55  | 3  |
| 14.      | Japán            | 3 | 0  | 3 | 163 | 224 | –61  | 3  |
| 15.      | Mozambik         | 3 | 0  | 3 | 153 | 222 | –69  | 3  |
| 16.      | Angola           | 3 | 0  | 3 | 125 | 286 | –161 | 3  |